# Antonio Maria Zaccaria

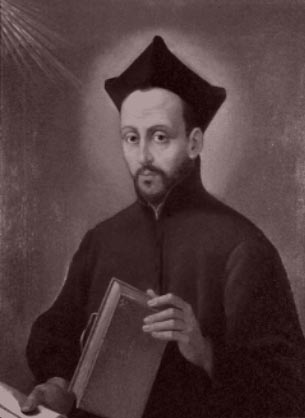
Antonio Maria Zaccaria

Antonio Maria Zaccaria (* 1502 in Cremona; † 5. Juli 1539 ebenda) war der Begründer des Barnabitenordens. Er wird in der römisch-katholischen Kirche als Heiliger verehrt.

## Leben
Antonio Maria Zaccaria studierte in Pavia und Padua Medizin und arbeitete dann als junger Arzt bei den Armen von Cremona, wo Battista da Crema ihn beeinflusste. 1528 wurde Zaccaria zum Priester geweiht. 1530 wurde er Kaplan der Gräfin Ludovica Torelli in Mailand, die ihm bei der Gründung des Ordens und dem weiblichen Zweig der Angeliken half. Mitgründer waren der Jurist Bartolomeo Ferrari und der Mathematiker Giacomo Antonio Morigia, mit denen Zaccaria ab 1530 die vita communis mit dem täglichen Stundengebet lebte. 1533 erkannte Papst Clemens VII. die Barnabiten an. Zaccaria bereiste als Prediger seiner religiösen Mission ganz Norditalien. Seine Neuerungen auf dem Gebiet der katholischen Bräuche und Riten beeindruckten die Gläubigen, wurden aber von einigen Kirchenbehörden misstrauisch aufgenommen. Er starb am 5. Juli 1539 in Cremona und wurde in Mailand beigesetzt. 
Zaccaria wurde nach seinem Tod vom Volk hoch verehrt, was am 3. Januar 1890 zu seiner Seligsprechung durch Papst Leo XIII. und am 15. Mai 1897 zu seiner Heiligsprechung durch denselben Papst führte. Dargestellt wird er im Ordenskleid mit Lilie, Kelch mit Hostie und Kreuz. Sein Gedenktag ist der 5. Juli, der Tag seines Todes.